# Der Mörder (1979)
Der Mörder ist ein deutscher Spielfilm aus dem Jahre 1979 von Ottokar Runze. Die Titelrolle spielt Gerhard Olschewski, weitere Hauptrollen übernahmen Marius Müller-Westernhagen und Johanna Liebeneiner. Der Geschichte liegt der Kriminalroman L'assassin von Georges Simenon zugrunde.

## Handlung
Dr. Hans Kuperus arbeitet als niedergelassener Arzt in den Niederlanden. Er ist ein wohlangesehener Bürger der Stadt, und doch leidet er schwer an einem privaten Problem: Seine Frau betrügt ihn nach Strich und Faden. Lange Zeit hat er ihrem wüsten Treiben zugeschaut, lange Zeit geduldet, dass ein stadtbekannter Liebhaber ihm Hörner aufsetzte. Eines Tages reicht es dem Mediziner: Er lauert den beiden in ihrem Liebesnest auf und erschießt die untreue Gattin nebst Galan. Obwohl er das Verbrechen perfekt geplant hat, rechnet Dr. Kuperus fest mit seiner baldigen Verhaftung. Doch die bleibt erstaunlicherweise aus. Obwohl die Nachbarn ahnen, dass nur er seine Frau und ihren Liebhaber erschossen haben kann, bleibt er unbehelligt. Die Leichen hatte Kuperus in den mittlerweile zugefrorenen Kanal geworfen, und keiner seiner Mitbürger will Genaueres wissen. Bald tritt eine neue Frau in das Leben des Arztes. Es handelt sich dabei um das neue Dienstmädchen Neel. Die etwas schlichte, aber laszive Frau hat es Kuperus angetan, und obwohl sie seine Begierde mitnichten teilt, lässt sie sich auf ihn ein. Doch Neel hat ein Geheimnis: Seit über einem Jahr lebt ein Mann namens Karl Vorberg, ein Deutscher, mit Neel zusammen und betrachtet sich als ihr Freund und Liebhaber. 
Die Zeit verstreicht, und bald scheint der Mord vergessen. Kuperus glaubt, zu seinem alten Leben zurückkehren zu können. Als der Kanal auftaut, werden die Leichen freigegeben, und dennoch gibt es keine Konsequenz für den Mörder. Niemand im Ort macht ihm einen Vorwurf, er ist in den Augen der schweigenden Allgemeinheit der hintergangene Ehemann, für den man Verständnis, vielleicht sogar Mitleid haben muss. Kuperus fühlt sich nun allzu sicher: Er bewirbt sich um den Vorsitz der Billard-Akademie und überlegt, Politiker zu werden. Sein offensives, alle Bescheidenheit vergessendes Benehmen beginnt angesichts der Schwere seiner Schuld bei seinen Mitbürgern auf Unverständnis und Ablehnung zu stoßen. Aus dem Schweigen erwächst Abkehr und allmähliche gesellschaftliche Isolation. Auch seine neue Lebenspartnerin Neel, die als gewöhnlich beäugt wird, findet bei den heuchlerischen Gutbürgern keine Akzeptanz. Freunde machen Kuperus klar, dass er sich am besten vorübergehend aus der Stadt entfernen sollte. Kuperus glaubt sich aber stark genug, diesem Rat widerstehen zu können – zumal es keine Beweise für seine Schuld gibt. Doch er hat sein Blatt überreizt, die Menschen meiden ihn und auch die Patienten bleiben weg. Dr. Hans Kuperus wird in seiner Einsamkeit allmählich zum Trinker. Eines Tages erhält er eine Vorladung zum Untersuchungsrichter, einem alten Schulfreund. Als dieser ihm demonstrativ die Hand zur Begrüßung verweigert, weiß Dr. Kuperus, dass die Zeit seiner Schonung vorbei ist.

## Produktionsnotizen
Der Mörder, eine Film-Fernseh-Produktion, entstand an 29 Drehtagen zwischen dem 4. Dezember 1978 und dem 18. Januar 1979 und wurde am 23. September 1979 im Rahmen des Hamburger Filmfests erstmals präsentiert. Gedreht wurde in Apeldoorn, Edam und Amsterdam (alles Niederlande).
Olschewski und Müller-Westernhagen waren bereits drei Jahre zuvor Filmpartner in einer Runze-Inszenierung gewesen: Verlorenes Leben.

## Kritiken
„Es ist nicht leicht, die Isolation eines Menschen filmisch darzustellen. Ottokar Runze gelingt es. indem er seinen Hauptdarsteller Gerhard Olschewski wie unter einem Glassturz agieren läßt. Er rückt weniger die Kleinstadtbewohner ins Bild, die sich immer mehr vom ‚Mörder‘ zurückziehen, ihn einfrieren, als die Reaktion dieses Mannes auf ihr Verhalten. So entstand ein, wenn auch zeitweise etwas sprödes, nicht zuletzt durch das intensive Spiel Gerhard Olschewskis und Johanna Liebeneiners dennoch sehr dichtes Leinwandkammerspiel.“

„… ordentlicher Film ...“

„Ein psychologisches Kriminalspiel von ungewöhnlichem moralischem Ernst und formaler Sorgfalt, das vor allem durch die hervorragende Leistung des Hauptdarstellers besticht.“

„Die folgenden Inszenierungen variierten Runzes Interesse rund um die Themen Justiz, Verbrechen und die darin verwickelten Menschen. Sein immer wiederkehrendes Motiv war die Auseinandersetzung mit Schuld und Sühne, mit der schuldhaften Verstrickung des Einzelnen im Kontext zu seiner Umwelt, der Gesellschaft. Runze versuchte soziale Hintergründe aufzudecken, die Aufschluß auf das Verhaltensmuster seiner Protagonisten gaben. Immer wieder stand die Psychologisierung der schuldhaft verstrickten Hauptfiguren im Mittelpunkt Runze’schen Interesses -- damit entwickelte sich der Regisseur, dessen vertiefende Inszenierungen sich im Laufe der 70er Jahre immer weiter von simpel unterhaltenden Mainstream-Unterhaltungsmustern entfernten, allmählich zum deutschen André Cayatte. Vor allem seine beiden Hauptdarsteller Gerhard Olschewski und Marius Müller-Westernhagen (Stars in ‚Verlorenes Leben‘ und ‚Der Mörder‘) sorgten für schauspielerischen Genuß.“